# EIDAS

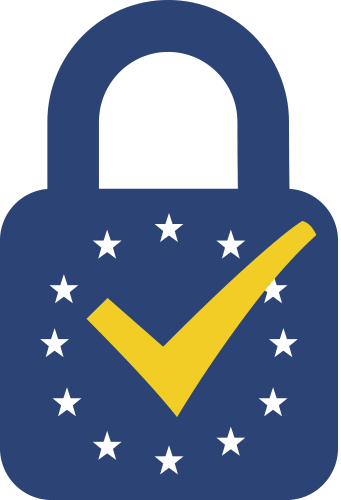
La marca de confiança de la UE per serveis de confiança qualificada.

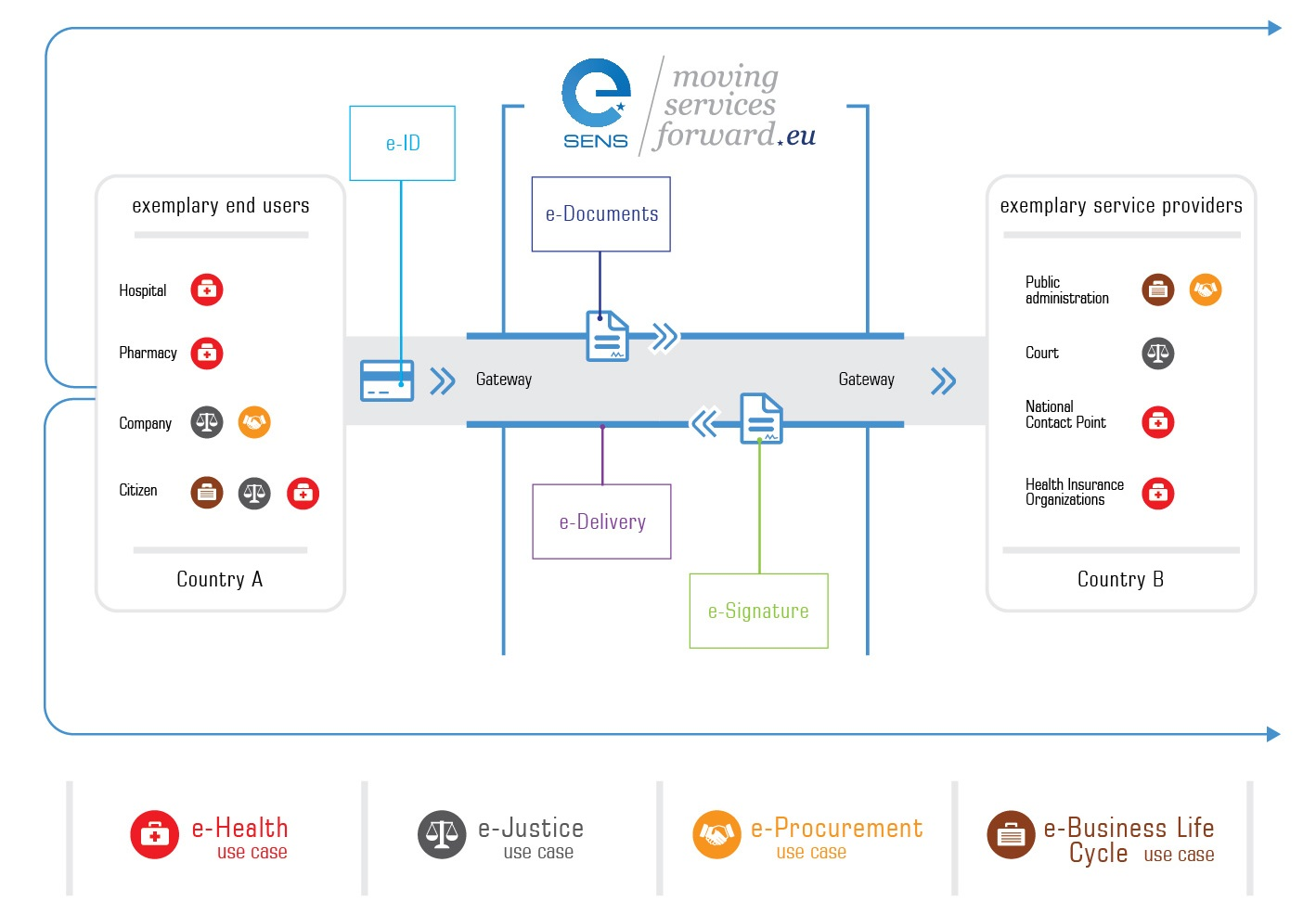
El mercat únic europeu i la facilitació de serveis públics a través de les fronteres.

eIDAS (electronic IDentification, Authentication and trust Services) és un reglament comunitari de la Unió Europea sobre estàndards d'identificació electrònica i serveis de confiança per les transaccions electròniques dins del Mercat Únic Europeu. Es va establir en la EU Regulation 910/2014 del 23 de juliol de 2014 sobre identificació electrònica i deroga la directiva 1999/93/EC del 13 de desembre de 1999.
Va ser presentat el 17 de setembre de 2014 i es posà en aplicació l'1 de juliol de 2016 excepte certs articles, els quals són llistats en el seu Article 52. Totes les organitzacions que ofereixen serveis digitals públics en un estat de membre de la UE han de reconèixer aquesta identificació electrònica de tot estats de membre de la UE des del 29 de setembre de 2018.

## Descripció
eIDAS supervisa els serveis d'identificació i confiança electrònica de transaccions electròniques al mercat intern de la Unió Europea. Regula signatures electròniques, transaccions electròniques, els organismes implicats, i els seus processos d'incrustació per proporcionar una forma segura perquè els usuaris puguin realitzar negocis en línia com transferència de fons electrònics o transaccions amb serveis públics. Tant el signant com el destinatari poden tenir més comoditat i seguretat. En comptes de confiar en mètodes tradicionals, com correu o facsímil, o aparèixer en persona per enviar documents basats en paper, ara poden realitzar transaccions a través de fronteres, com ara la tecnologia "amb un clic".
eIDAS ha creat estàndards per als quals les signatures electròniques, els certificats digitals qualificats, els segells electrònics, segells de temps, i altres proves per als mecanismes d'autenticació permeten transaccions electròniques, amb la mateixa seguretat legal que les transaccions que es realitzen en paper.
El reglament va entrar en vigor el juliol del 2014, com a mitjà per facilitar transaccions electròniques segures i transparents dins de la Unió Europea. Els estats membres han de reconèixer signatures electròniques que compleixin els estàndards d'eIDAS.

## Visió
eIDAS és el resultat d'enfocar l'atenció de la Comissió Europea a l'Agenda Digital d'Europa. Amb la supervisió de la Comissió, eIDAS es va implementar per impulsar el creixement digital a la UE.
El propòsit d'eIDAS és impulsar la innovació. Si s'adhereixen a les directrius marcades per a la tecnologia de l'eIDAS, les organitzacions s'empenyen a utilitzar nivells més alts de seguretat d'informació i innovació. A més, eIDAS se centra en el següent:
- Interoperabilitat: Els estats membres han de crear un marc comú que reconegui les identificacions eIDs d'altres estats membres i asseguri la seva autenticitat i seguretat. D'aquesta manera, els usuaris poden fer negocis a través de fronteres.
- Transparència: eIDAS proporciona una llista clara i accessible de serveis de confiança que es poden utilitzar dins del marc centralitzat de signatura. Això permet als agents de seguretat la possibilitat de dialogar sobre les millors tecnologies i eines per aconseguir signatures digitals.

## Aspectes regulats en les transaccions electròniques
El Reglament preveu l'entorn regulatori per als aspectes importants següents relacionats amb les transaccions electròniques:
- Signatura electrònica avançada: Una firma electrònica es considera avançada si compleix determinats requisits:
  - Proporciona informació identificativa única que l'enllaça al seu signant.
  - El signant té l'únic control de les dades utilitzades per crear la signatura electrònica.
  - Ha de ser capaç d'identificar si les dades que acompanyen el missatge s'han alterat després d'haver estat signades. Si les dades signades han canviat, la signatura es marca invàlida.
  - Hi ha un certificat de signatura electrònica, prova electrònica que confirma la identitat del signant i enllaça les dades de validació de signatura electrònica amb aquesta persona.
  - Les signatures electròniques avançades poden ser tècnicament implementades, seguint XAdES, PAdES, CAdES o ASiC Baseline Profile (Contenidors de Signatura Associada) estàndards per signatures digitals, especificats per l'ETSI.[11]
- Signatura electrònica qualificada, una signatura electrònica avançada creada per un dispositiu de signatura electrònica qualificada basat en un certificat qualificat per signatures electròniques.
- Certificat digital qualificat per signatura electrònica, un certificat que testifica una signatura electrònica qualificada com autenticada ja que ha estat emès per un proveïdor de servei de confiança qualificat.
- Servei de Confiança, és un servei electrònic que crea, valida, i verifica signatures electròniques, segells de temps, segells, i certificats. També, un servei de confiança pot proporcionar autentificació per pàgines web i preservació de signatures electròniques creades, certificats, i foquessegells. És manejat per un proveïdor de servei de confiança.

## Evolució i implicacions legals
El reglament eIDAS ha evolucionar a partir de la Directiva 1999/93/EC, que fixava com a objectiu que els estats de membre de la UE assolissin tot el que fa a la signatura electrònica. Ja que és un reglament de control, va esdevenir directament obligatori com a llei a tota la UE a partir de l'1 de juliol de 2016. La directiva va fer que els estats membres de la UE fossin responsables de la creació de lleis que els permetessin complir l'objectiu de crear un sistema de signatura electrònica a la UE. La directiva també permetia a cada estat membre interpretar la llei i imposar restriccions, impedint així la interoperabilitat real i conduint cap a un escenari fragmentat. En contrast amb aquesta directiva, eIDAS garanteix el reconeixement mutu de l'eID per a l'autenticació entre els estats membres, assolint així l'objectiu del Mercat Únic Digital.
eIDAS proporciona una aproximació a nivell de valor legal. No requereix que cap signatura electrònica no denegui efectes legals ni l'admissibilitat davant el tribunal només perquè no es tracta d'una signatura electrònica avançada o qualificada. Les signatures electròniques qualificades han de tenir el mateix efecte legal que les signatures escrites a mà.
En el cas dels segells electrònics (versió de signatures de les persones jurídiques), s'aborda explícitament el valor probatori, ja que els segells han de gaudir de la presumpció d'integritat i la correcció de l'origen de les dades adjuntes.

## Número d'identitat
La informació de la base de dades s'ha d'enllaçar amb algun tipus d'identitat. Certificar que una persona té dret a accedir a alguna informació personal implica diversos passos.
- Connectant una persona a un número, que es pot fer mitjançant mètodes desenvolupats en un país, com ara certificats digitals.
- Connectant un número a informació específica, realitzant-ho amb bases de dades.
- Per a eIDAS és necessari connectar el número que utilitza un país amb informació, i el número que utilitza el país que emet els certificats digitals.

eIDAS té un concepte d'identitat mínima, el nom i la data de naixement. Però per accedir a informació més sensible, es necessita algun tipus de certificació que els números d'identitat emesos per dos països es refereixin a la mateixa persona.